# Sandro Parcaroli
Sandro Parcaroli (Camerino, 28 novembre 1956) è un politico italiano, sindaco di Macerata dal 24 settembre 2020 e presidente della sua provincia dal 19 dicembre 2021.

## Biografia
Sandro Parcaroli nasce a Camerino il 28 novembre 1956. Dopo aver frequentato la leva militare presso la S.S.A.M. Macerata, si dedica all'attività imprenditoriale fondando nel 1982 a Macerata la società Med Computer, attraverso la quale si configura come uno dei primi rivenditori ufficiali dei prodotti Apple in Italia. Insieme alla moglie Emanuela Bosco e ai figli Stefano e Lucia, risulta tra i cento mecenati del teatro Sferisterio. Dal 2004 risiede a Crispiero, nel comune di Castelraimondo.
Alle comunali del 2020 è stato eletto sindaco della Lega di Macerata al primo turno con il 52,78% dei voti con il sostegno della coalizione di centro-destra, e si è ufficialmente insediato il 24 settembre 2020.
Il 19 dicembre 2021 viene eletto 11º Presidente della Provincia di Macerata. Nel 2025 la discutibile gestione dei lavori stradali e dei fondi PNNR, provoca il generale malcontento cittadino.